# Kuiper (cratère lunaire)
Pour les articles homonymes, voir Kuiper.
Kuiper est un cratère d'impact de la Mare Cognitum sur la Lune. Le nom fut officiellement adopté par l'Union astronomique internationale (UAI) en 1976, en référence à l'astronome Gerard Kuiper.